# Diamond Stone
Pour les articles homonymes, voir Stone.
Diamond Stone, né le 10 février 1997 à Milwaukee, Wisconsin, est un joueur américain de basket-ball. Il évolue aux postes de pivot et d'ailier fort.

## Biographie
Le 12 avril 2016, il annonce sa candidature à la draft 2016 de la NBA. Il est choisi en 40e position par les Pelicans de La Nouvelle-Orléans.

## Statistiques

### Universitaires
Les statistiques en matchs universitaires de Diamond Stone sont les suivantes :
| Saison    | Équipe   | Matchs | Titul. | Min./m | % Tir | % 3pts | % LF | Rbds/m. | Pass/m. | Int/m. | Ctr/m. | Pts/m. |
| --------- | -------- | ------ | ------ | ------ | ----- | ------ | ---- | ------- | ------- | ------ | ------ | ------ |
| 2015-2016 | Maryland | 35     | 22     | 22,6   | 56,8  | 0,0    | 76,1 | 5,37    | 0,43    | 0,51   | 1,60   | 12,46  |
| Total     |          | 35     | 22     | 22,6   | 56,8  | 0,0    | 76,1 | 5,37    | 0,43    | 0,51   | 1,60   | 12,46  |

## Palmarès
- McDonald's All-American (2015)
- First-team Parade All-American (2015)
- 4x WIAA Division 4 champion (2012–2015)